# Icerya brasiliensis
Icerya brasiliensis är en insektsart som beskrevs av Hempel 1900. Icerya brasiliensis ingår i släktet Icerya och familjen pärlsköldlöss. Inga underarter finns listade i Catalogue of Life.